# كومور
كومور (بالكردية: Komir‏) هي بلدة كردية تتبع مديرية أديامان في محافظة أديامان في تركيا. سكانها من قبيلة كاوان الكردية وبلغ عدد سكانها 3062 نسمة في عام 2021.